# 제41회 골든 래즈베리상
제41회 골든 래즈베리상은 2020년 영화를 대상으로 2021년 4월 24일에 열린 시상식이다.

## 수상 및 후보

### 최악의 작품상
- 앱솔루트 프루프 - 브래넌 하우즈 외 1명 수상
- 365일 - 바르바라 비알로바스 외 1명
- 닥터 두리틀 - 스티븐 개건
- 판타지 아일랜드 - 제프 와드로
- 뮤직 바이 시아 - 시아
- 앱솔루트 프루프 - 마이크 린델 수상
- 닥터 두리틀 - 로버트 다우니 주니어

### 최악의 남우주연상
- 앱솔루트 프루프 - 마이크 린델 수상
- 닥터 두리틀 - 로버트 다우니 주니어
- 365일 - 미켈레 모로네
- 휴비의 핼러윈 - 아담 샌들러
- 넌 실수였어 - 데이빗 스페이드

### 최악의 여우주연상
- 뮤직 바이 시아 - 케이트 허드슨 수상
- 마지막 게임 - 앤 해서웨이
- 더 보이 2: 돌아온 브람스 - 케이티 홈즈
- 넌 실수였어 - 로렌 랩커스
- 365일 - 안나 마리아 시에클루츠카

### 최악의 남우조연상
- 보랏 서브시퀀트 무비필름 - 루돌프 W. 지우리아니 수상
- 더 베리 엑설런트 Mr. 던디 - 체비 체이스
- 택스 콜렉터 - 샤이아 라보프
- 아이언 마스크: 용패지미 - 아놀드 슈왈제네거
- 하드 킬 - 브루스 윌리스

### 최악의 여우조연상
- 뮤직 바이 시아 - 매디 지글러 수상
- 힐빌리의 노래 - 글렌 클로즈
- 판타지 아일랜드 - 루시 헤일
- 판타지 아일랜드 - 매기 큐
- 원더 우먼 1984 - 크리스틴 위그

### 최악의 감독상
- 뮤직 바이 시아 - 시아 수상
- All 3 Barbie & Kendra Movies - 찰스 밴드
- 365일 - 바르바라 비알로바스 외 1명
- 닥터 두리틀 - 스티븐 개건
- 힐빌리의 노래 - 론 하워드

### 최악의 각본상
- 365일 - Tomasz Klimala 외 3명 수상
- All 3 Barbie & Kendra Movies - 윌리엄 버틀러 외 1명
- 닥터 두리틀 - 스티븐 개건 외 2명
- 판타지 아일랜드 - 제프 와드로 외 2명
- 힐빌리의 노래 - 바네사 테일러

### 최악의 속편상
- 닥터 두리틀 수상
- 365일
- 판타지 아일랜드
- 휴비의 핼러윈
- 원더 우먼 1984

### 최악의 콤보상
- 보랏 서브시퀀트 무비필름 - Maria Bakalova & Rudy Giuliani 수상
- 닥터 두리틀 - Robert Downey Jr. & His Utterly Unconvincing 'Welsh' Accent
- 콜 오브 와일드 - Harrison Ford & That Totally Fake-Looking CGI “Dog”
- 넌 실수였어 - Lauren Lapkus & David Spade
- 휴비의 핼러윈 - Adam Sandler & His Grating Simpleton Voice